# Juan Pablo Brzezicki
Juan Pablo Brzezicki (Buenos Aires, 12 de Abril de 1982) é um tenista profissional da Argentina.
Tenista argentino profissional desde 2001, ja foi campeão de Salinas, no Equador e também em duplas, levando o título em Amersfoort, na Holanda, Brzezicki foi o argentino revelação no Roland Garros de 2007 perdendo para o ex-número um do mundo Carlos Moya. Em 2008 quebrou o Top 100 da ATP, chegando à número 94° do mundo.

## Conquistas

### Simples
- 2007 Challenger de Salinas, Equador

Duplas
- 2007 ATP de Amersfoort, Holanda com Juan Pablo Guzmán da  Argentina